# Błażków
Błażków – wieś w Polsce położona w województwie lubelskim, w powiecie łukowskim, w gminie Wola Mysłowska.
| SIMC    | Nazwa  | Rodzaj    |
| ------- | ------ | --------- |
| 0695686 | Nowiny | część wsi |

W latach 1975–1998 miejscowość administracyjnie należała do województwa siedleckiego.
Wieś stanowi sołectwo w gminie Wola Mysłowska. Według Narodowego Spisu Powszechnego z roku 2011 wieś liczyła 57 mieszkańców.
Wierni Kościoła rzymskokatolickiego należą do parafii Niepokalanego Serca Najświętszej Maryi Panny w Wilczyskach.